# الصالحة (فلم)
الصالحة فيلم مغربي من إخراج كمال كمال سنة 2009، وبطلولة كل من حنان الإبراهيمي، محمد البسطاوي، محمد خيي، إدريس الروخ، محمد الشوبي، وآخرون.

## قصة الفيلم
حافظ الحاج لكبير على تركته الفلاحية، بل وعمل على تطويرها. وهو أب لابنين، يدعى كل منهما محمد وعبد الرحمان، كما له ابنة اسمها الصالحة.
هذه الأخيرة لها الحظوة عند والدها، الذي قربها منه، وصار يستشيرها ويعتمد عليها في الكثير من الأمور، فيما يهمش محمد وعبد الرحمان، على عكس عادات وتقاليد العالم القروي، التي تمنح الأفضلية للرجل على المرأة. 
وما يميز الصالحة أنها امرأة ناضجة، ذكية للغاية ومثابرة، فيما يسيطر الخمول وضعف الشخصية على شقيقيها.
وفي خضم الأحداث، تبرز شخصية بوشعيب، أحد أبناء القرية. وهو شخص مستهتر، يقضي معظم وقته متسكعا بين الحانات، يبعثر ثروة والده الحاج المعطي يمينا وشمالا. هذا الشاب يريد الزواج من الصالحة، وهو طلب لا يحظى بمباركة الحاج لكبير ولا الحاج المعطي.

## جوائز
فاز الفيلم بجائزتين في «تظاهرة نجوم بلادي 2010»: جائزة أحسن ممثل لمحمد بسطاوي، وجائزة أحسن ممثلة لحنان الإبراهيمي.